# SN 1604
SN 1604, ook wel Keplers supernova genoemd, was een supernova die in het jaar 1604 te zien was. Het is de laatste supernova uit het melkwegstelsel die met het blote oog was waar te nemen. De supernova bereikte een schijnbare magnitude tussen -2,25 en -2,5.

## De eerste waarneming
SN 1604 bevindt zich in een gebied aan de hemel waar ten tijde van de ontdekking een samenstand plaatsvond van de planeten Mars, Jupiter, en Saturnus. SN 1604 is in Europa voor het eerst waargenomen op 9 oktober 1604 door verschillende astronomen in Italië. Jan Brunowski, een assistent van Johannes Kepler, bracht Kepler op de morgen van 11 oktober 1604 het nieuws van een nieuwe ster die hij de avond ervoor gezien had.
Kepler wilde er niets van weten, de hemel bleef een week bewolkt, en zo lang kon Kepler in zijn ongeloof volharden. Deze gang van zaken maakt al duidelijk, hoe moeilijk het verschijnen van een nieuwe ster te aanvaarden was. Tycho Brahe had een generatie eerder al zoiets ongelooflijks als een nieuwe ster meegemaakt, in 1572, maar de "volmaaktheid" van de hemel had ook voor Kepler door één tegenbewijs nog niet afgedaan. SN 1604 werd ook waargenomen en beschreven door astronomen in China en Korea. Kepler heeft de supernova waargenomen tot 8 oktober 1605, waarna hij te zwak werd.

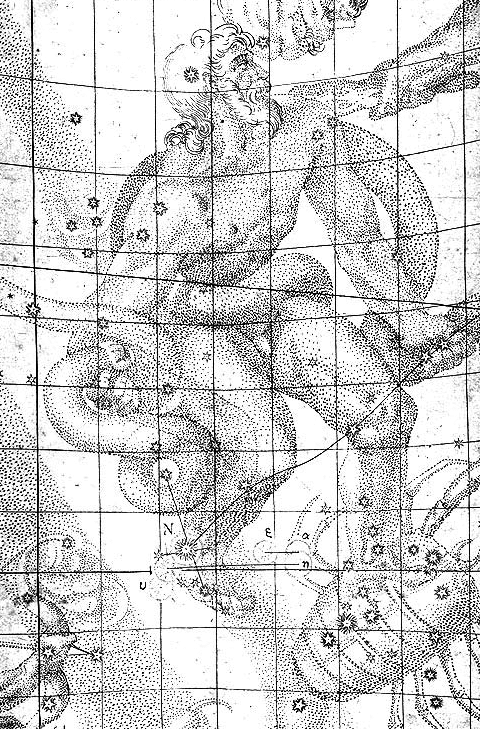
Uitsnede uit een gegraveerde sterrenkaart van de Slangendrager in een werk van Johannes Kepler over de supernova van 1604, aangegeven als de ster "N" in de voet van de Slangendrager.

## De volmaaktheid van de hemel
Die zogenaamde volmaaktheid bestond sinds Pythagoras hierin, dat de volmaakte godheid alleen een volmaakte kosmos met volmaakte objecten geschapen kon hebben. Vanaf de maan waren alle planeten en sterren volmaakte ronde bollen, die in volmaakte cirkels om de aarde liepen. Sinds Copernicus geloofde de avant-garde van de geleerdenwereld wel dat de zon in het midden van de kosmos stond. Ook Kepler geloofde in het jaar waarin hij “zijn” supernova zag nog altijd in de volmaaktheid van de hemel en de cirkelbeweging van de planeten (pas in 1605 zou hij inzien dat de consequentie van Tycho's observaties is dat de planeten zich niet in cirkels bewegen). Het verbijsterde Europa in 1604 dat er een nieuwe ster aan de hemel schitterde.

## Keplers publicaties over de nieuwe ster
Alle waarnemingen vonden plaats met het blote oog omdat de telescoop toen nog niet was uitgevonden (dit gebeurde pas in 1608).
Kepler keerde zich in 1604 in een Duits boekje tegen alle astrologische speculaties, maar had zelf geen idee waarom het dan wel ging. Twee jaar later gaf hij een Latijns werk uit: De Stella Nova in Pede Serpentarii, et ... ... Trigono Igneo (Over de Nieuwe Ster in de Voet van de Slangendrager, en ... ... de Vurige Driehoek). Ook hier bleef hij uiterst vaag: "Misschien heeft zich daar boven sterrenmateriaal samengebald", was zo ongeveer zijn overweging. Hij begreep wel dat het een verschijnsel van de sterrenhemel was en dat het niet binnen het zonnestelsel plaatsvond. In 1604 verweet zijn vriend Herwart von Hohenburg hem meteen al dat hij erg vaag bleef.
In datzelfde werk had Kepler het ook over het juiste geboortejaar van Christus.

## Keplers dilemma
Kepler zocht naar een verklaring voor een verschijnsel, dat volgens alle ideeën van die tijd onmogelijk was, maar in één generatie toch twee keer plaatsgevonden had. Hij probeerde een zakelijk antwoord te vinden maar vond geen oplossing. Volgens Herwart von Hohenburg verwarde hij zich in zijn eigen woorden.
Hij zocht zijn toevlucht tot verklaringen die nauwelijks van astrologie verwijderd waren, hoezeer hijzelf daarvoor ook altijd waarschuwde.

## Moderne gegevens van Keplers supernovarest
In 1941 werd door Walter Baade met gebruik van de 2,5 m telescoop op Mount Wilson Keplers supernovarest gelokaliseerd (dit is ook de telescoop waarmee Edwin Hubble de uitbreiding van het heelal geconstateerd had, aan de hand van supernovae Ia in andere sterrenstelsels).
Sindsdien wordt de vage lichtzwakke wolk van ongeveer 4 boogminuten door sterrenkundigen bestudeerd met behulp van allerlei grote telescopen op de aarde. Het restant is ook geïdentificeerd als de radiobron 3C 358. Ruimtetelescopen worden gebruikt om SN 1604 over het hele spectrum in kaart te brengen. Het blijkt een type Ia supernova te zijn, tussen de 16 000 en 20 000 lichtjaren verwijderd.